# Пираты Карибского моря: Мертвецы не рассказывают сказки
«Пира́ты Кари́бского мо́ря: Мертвецы́ не расска́зывают ска́зки» (англ. Pirates of the Caribbean: Dead Men Tell No Tales) — американский фэнтезийный фильм плаща и шпаги, пятая часть серии фильмов «Пираты Карибского моря». Режиссёры фильма Йоахим Рённинг и Эспен Сандберг, сценарист Джефф Натансон. Продюсер Джерри Брукхаймер. Джонни Депп, Джеффри Раш и Кевин Макнелли вернулись к ролям Капитана Джека Воробья, Гектора Барбоссы и Джошами Гиббса. В фильме также снялись Хавьер Бардем в роли капитана Салазара, Брентон Туэйтес в роли Генри Тёрнера и Кая Скоделарио в роли Карины Смит. Кроме того, к своим ролям вернулись Кира Найтли (Элизабет Тёрнер) и Орландо Блум (Уилл Тёрнер).
Пре-продакшн фильма начался незадолго до появления четвёртой части «На странных берегах», которая была выпущена в начале 2011 года. В начале 2013 года, Джефф Натансон был нанят для написания сценария для пятого фильма. Выход фильма, изначально планировавшийся в 2015 году, из-за проблем со сценарием и бюджетных вопросов был отложен сначала до 2016, а затем до 2017 года. Съёмки начались в Австралии в феврале 2015 года, после того как правительство Австралии предложило студии Disney около 20 миллионов долларов налоговых льгот, и завершились в июле 2015 года. Премьера фильма состоялась 25 мая 2017 года в формате Disney Digital 3D, RealD 3D, и IMAX 3D.

## Сюжет
Через тринадцать лет после битвы в водовороте Калипсо двенадцатилетний Генри Тернер поднимается на борт «Летучего голландца» и сообщает своему отцу Уиллу, что проклятие, которое связывает Уилла с «Голландцем» и позволяет ему ступать на сушу только раз в десять лет, может быть снято Трезубцем Посейдона. Генри намеревается разыскать капитана Джека Воробья, чтобы тот помог найти его, но Уилл считает, что это невозможно, и приказывает Генри уйти. Затем Уилл и «Голландец» исчезают в море, но Генри клянется найти Джека и Трезубец.
Девять лет спустя Генри становится гардемарином Королевского военно-морского флота. Его корабль плывет в сверхъестественный Треугольник Дьявола и натыкается на «Немую Марию», экипаж которой, возглавляемый испанским охотником на пиратов, капитаном Армандо Салазаром, убивает всю команду, но оставляет Генри как единственного выжившего, чтобы он мог передать сообщение Джеку, который привел их в Треугольник десятилетия назад, что привело к падению Салазара и его команды и непреднамеренному проклятию.
На острове Сен-Мартен молодого астронома Карину Смит приговаривают к смертной казни за колдовство, но она сбегает и пересекается с Джеком, когда тот и его команда проваливают ограбление банка — страдая от невезения. Позже Джек обменивает свой компас на выпивку, что разрушает Треугольник и освобождает Салазара и его команду. Карина узнает, что Генри ищет местонахождение Трезубца, и предлагает ему помощь, используя дневник своего неизвестного отца. Карина и Джек тормозят процесс казни, но с помощью Генри и команды Джека им удается сбежать, отправившись в плавание на «Умирающей чайке». Карина расшифровывает подсказки в своем дневнике и обнаруживает, что звезды приведут её к острову, где спрятан Трезубец.
Тем временем капитан Гектор Барбосса узнает от своей пиратской команды, что капитан Салазар убил нескольких пиратов в море и уничтожает флот Барбоссы. Барбосса пытается избежать смерти, предлагая помощь в поисках Джека, и узнает, что Трезубец может привести его к «сокровищу». Салазар соглашается, желая отомстить Джеку. Он преследует «Умирающую чайку», вынуждая Джека, Генри и Карину бежать на остров, но обнаруживается, что команда Салазара не может высадиться на сушу. Барбосса вступает в союз с Джеком, отдает ему компас и возвращает миниатюрной «Черной жемчужине» ее первоначальный размер. Они продолжают свое путешествие к острову, и Барбосса снова принимает командование «Жемчужиной». Во время путешествия Джек и Барбосса понимают, что Карина — давно потерянная дочь Барбоссы.
«Жемчужина» приближается к острову Трезубца и ускользает от военного корабля Королевского флота, пока его не уничтожает «Немая Мария», прежде чем «Жемчужина» прибывает к острову. Джек, Барбосса и Карина используют магию острова, чтобы развести океанские воды, что открывает путь к Трезубцу на дне океана. Салазар захватывает тело Генри, что дает ему возможность пройти по дну океана и завладеть Трезубцем. Как только он это делает, Генри возвращается в свое тело, и Джек отвлекает Салазара, позволяя Генри уничтожить Трезубец, разрушая все проклятия на море и возвращая команду Салазара к жизни. Однако разрушение Трезубца приводит к тому, что разделенное море смыкается над ними. «Жемчужина» опускает якорь, чтобы доставить группу в безопасное место, но Салазар преследует их, все ещё одержимый желанием убить Джека. Карина понимает, что Барбосса — её отец, когда замечает на его руке татуировку, идентичную изображению на обложке дневника, — созвездие в виде трезубца. Барбосса жертвует собой, чтобы убить Салазара, позволив остальным спастись.
Некоторое время спустя Генри и Карина добираются до Порт-Ройала, где появляется Уилл, освобожденный от «Голландца», ставшего уже обычным кораблём. Его жена Элизабет Суонн появляется несколько мгновений спустя, и семья Тернеров воссоединяется. Генри и Карина целуются. Джек наблюдает за ними с борта «Жемчужины», прежде чем уплыть за горизонт, снова став капитаном, а также взяв на вооружение обезьянку Барбоссы, Джека.
В сцене после титров Уилл и Элизабет спят в своей постели, когда в их комнате появляется Дейви Джонс. Когда он готовится напасть на пару, Уилл просыпается и обнаруживает, что в комнате никого нет. Предполагая, что ему приснился кошмар, он снова засыпает, не обращая внимания на мокрые ракушки на полу.

## В ролях
| Актёр              | Роль                                           |
| ------------------ | ---------------------------------------------- |
| Джонни Депп        | капитан Джек Воробей                           |
| Энтони де ла Торре | капитан Джек Воробей в молодости               |
| Хавьер Бардем      | капитан Армандо Салазар (Эль Матадор Дель Мар) |
| Джеффри Раш        | капитан Гектор Барбосса                        |
| Брентон Туэйтес    | Генри Тёрнер                                   |
| Кая Скоделарио     | Карина Смит / Барбосса                         |
| Кевин Макнелли     | Джошами Гиббс                                  |
| Стивен Грэм        | Скрам                                          |
| Мартин Клебба      | Марти                                          |
| Энгус Барнетт      | Маллрой                                        |
| Джайлс Нью         | Мёртогг                                        |

| Актёр              | Роль                                       |
| ------------------ | ------------------------------------------ |
| Адам Браун         | Крэмб                                      |
| Дэвид Уэнем        | лейтенант Королевского флота Джон Скарфилд |
| Дэнни Киррейн      | Боллард                                    |
| Гольшифте Фарахани | Шанса                                      |
| Орландо Блум       | капитан Уилл Тёрнер                        |
| Кира Найтли        | Элизабет Суонн / Тёрнер                    |
| Пол Маккартни      | дядя Джек                                  |
| Брюс Спенс         | мэр Дикс                                   |
| Александр Шеер     | капитан Тиг отец Джека Воробья             |
| Джеймс Маккей      | офицер Королевского флота Мэддокс          |

## Производство

### Разработка
Незадолго до выхода фильма «На странных берегах» в 2011 году было подтверждено, что сценарист Терри Россио работает над сценарием пятого фильма.
Walt Disney Pictures была намерена снять пятый и шестой фильмы вместе.
Тем не менее позже было заявлено, что лишь пятый фильм был в разработке. 11 января 2013 года Джефф Натансон был нанят для написания сценария для фильма.
Предполагалось, что Роб Маршалл, режиссёр последнего фильма, снимет пятый фильм, но он отказался, после того как выбрал для съёмок фильмы «Чем дальше в лес…» (2014) и «Тонкий человек» (оба фильма — проекты Disney). По слухам, режиссёром нового фильма мог стать и Тим Бертон, и Сэм Рэйми, и Шон Леви, и Крис Вайц, и Альфонсо Куарон и Гор Вербински (режиссёр первых трех фильмов).
9 мая 2013 года было сообщено, что Фредрик Бонд, Руперт Сандерс, и норвежский дуэт Йоахим Рённинг и Эспен Сандберг также рассматривались как потенциальные режиссёры пятого фильма.
29 мая 2013 года режиссёрами были утверждены Рённинг и Сандберг.
22 августа 2013 года они подтвердили название пятого фильма «Мертвецы не рассказывают сказки».
Однако, после фильма «Одинокий рейнджер», также в главной роли с Деппом, студия Disney потеряла 190 млн долларов в 2013 году.
Искать финансирование для нового масштабного проекта оказалось не просто. Другой проблемой оказался сценарий.
В результате производство фильма затянулось, и было перенесено на 2015 год. После того, как сценарий был принят, фильм официально получил зелёный свет от Disney в июле 2014 года. Дата выхода была перенесена на 7 июля 2017 года.
Многие из команды фильма были новичками: например, режиссёры Рённинг и Сандберг и сценарист Натансон. Оператор Пол Камерон заменил Дариуша Вольского. Дизайнер по костюмам Пенни Роуз, работавшая на всех фильмах серии, вернулась в проект, как и исполнительный продюсер Чад Оман.
Орландо Блум отметил, что фильм может послужить в качестве мягкого перезапуска для франшизы.

### Подбор актёров
Выступая на пресс-туре фильма «На странных берегах» в Каннах, Депп сказал, что он будет играть свою роль до тех пор, пока она пользуется популярностью у публики.
В августе 2012 года появилась новость, что Депп подписал контракт для участия в пятом фильме.
Депп был также вовлечён в написание сценария.
В декабре 2014 года Джеффри Раш подтвердил возвращение в пятый фильм.
В конце 2011 года Орландо Блум тоже заявил, что он хотел бы вернуться в пятый фильм.
Блум отметил в декабре 2014 года, что не уверен, сможет ли он вернуться. Он также отметил, что Disney может сделать мягкую перезагрузку франшизы и сосредоточиться на Уилле Тернере и его сыне. Участие Блума было подтверждено на Disney D23 15 августа 2015 года.
2 декабря 2013 года было объявлено, что Кристоф Вальц вёл переговоры об участии в качестве главного антагониста фильма, но в итоге отказался.
Австралийский актёр Брентон Туэйтес вёл переговоры о роли Генри в конце ноября 2014 года.
Disney рассматривала на роль Генри Тэрона Эджертона, Джорджа МакКея, Митчелла Хоупа, Энсела Эльгорта и Сэма Кили.
24 января Джерри Брукхаймер объявил в «Твиттере», что Кая Скоделарио получила женскую роль.
В июле её персонажа назвали Карина Смит.
В более ранних проектах сценария Карина Смит сразу появлялась как дочь Барбоссы и была объектом любовного интереса Воробья.
Скоделарио подтвердила, что её персонаж была астрономом и что «она имеет совершенно иной характер», а также подтвердила, что Смит будет объектом любовного интереса Генри вместо Джека.
К октябрю 2014 года Хавьер Бардем, муж Пенелопы Крус, которая играла Анжелику Тич в четвёртой части, вёл переговоры о съёмках в качестве антагониста фильма.
В конечном счёте выяснилось, что он будет играть капитана Салазара, который ранее в сценарии был назван капитаном Марком. Во время интервью в 2012 году Пенелопа Крус заявила, что она, скорее всего, не сыграет новую роль Анжелики Тич.
Кевин Макнелли подтвердил своё возвращение к роли Джошами Гиббса через Твиттер в конце января.
На месте предварительного производства фильма в Австралии Disney устроил кастинг для второстепенных ролей и массовки в новом фильме.
Адам Браун, Делрой Эткинсон и Дэнни Киррейн были выбраны в качестве актёров незадолго до съёмок.
Мартин Клебба подтвердил своё возвращение к роли Марти через твиттер.
17 февраля 2015 года Стивен Грэм заявил, что он вернётся в роли Скрама. Двое детей режиссёра Йоахима Рённинга появляются в фильме в составе массовки. Кроме того, Кит Ричардс заинтересовался ролью Капитана Тига, а Грег Эллис был заинтересован ролью Теодора Гроувза, несмотря на смерть его персонажа в предыдущем фильме.
Ли Аренберг и Маккензи Крук прокомментировали возможность возвращения к роли Пинтела и Раджетти. Аренберг подтвердил в нескольких интервью, что он надеялся вернуться к роли Пинтела.
Крук в конечном счёте отказался от своей роли, для того, чтобы сосредоточиться на телесериале «Искатели сокровищ».
Незадолго до начала съёмок Аренберг также объявил в Твиттере, что у него не будет роли, хотя он был заинтересован в ней.
Кира Найтли ненадолго появляется в конце в роли Элизабет Суонн, жены Уилла и матери Генри. Адам Браун, Дэнни Киррейн и Делрой Аткинсон появляются как члены команды Джека, а в тюремной сцене Пол Маккартни ненадолго появляется как дядя Джека по отцовской линии, дядя Джек. CGI-силуэт Дэви Джонса виден в сцене после титров, но актёр Билл Найи заявил, что ему не сообщили о внешности персонажа.

### Съёмки
15 января 2014 года режиссёры Йоахим Рённинг и Эспен Сандберг заявили, что съёмки будут проходить в Пуэрто-Рико, в Новом Орлеане.
В то же время, пресс-секретарь министерства искусств Австралии Джордж Брандис подтвердил, что для пятого фильма съёмки были назначены исключительно в Австралии после того, как правительство Австралии согласилось предоставить 20 млн долларов налоговых льгот, первоначально предназначенных для фильма «20000 лье под водой», но для этого требовалось исключить Мексику, Южную Африку и другие страны в качестве мест для съёмок.
По данным австралийских источников, препроизводство началось в конце сентября 2014 года, стоимость фильма по оценкам превышала 350 млн долларов.
Это было официально подтверждено министром искусств Квинсленда 2 октября 2014 года, с указанием, что съёмки будут проходить исключительно в Квинсленде и будут крупнейшим производством, когда-либо снятым в стране. Village Roadshow Studios и Порт Дуглас были официально утверждены в качестве мест для съёмок.
Съёмки начались 17 февраля 2015 года. Судовые сцены были сняты перед гигантским наружным хромакеем в Хеленсвейле.
Съёмки фильма переехали для водных сцен в Парк Дуг Дженнингс с 30 марта по 15 июня 2015 года.
Тем не менее из-за сильной морской болезни среди актёров и съёмочной группы, киносъёмки затем переехали в Raby Bay для более спокойных водных сцен.
Сцены были сняты в Леннокс-Хед 1 июня.
После долгих размышлений о возвращении, Блум прибыл в Голт-Кост в конце мая для съёмок в роли Уилла Тёрнера.
Сцены с изображением скелета кашалота были сняты в Хэйстингс Пойнт с 21 по 23 июня.
Работа над фильмом завершилась 19 апреля 2017 года.

## Музыка
Впервые в серии Ханс Циммер не писал музыку для фильма, хотя работал над серией начиная с «Пиратов Карибского моря: Проклятия „Чёрной жемчужины“». Вместо него главным композитором фильма был утверждён Джефф Дзанелли, который ранее помогал Циммеру.

## Релиз
Во Франции, Испании, Италии, Бразилии, Вьетнаме, Великобритании, Германии, Австрии, Швейцарии, Нидерландах и Украине фильм был выпущен под названием «Пираты Карибского моря: Месть Салазара».

### Маркетинг
Фильм был впервые продемонстрирован на выставке Disney D23 на Expo 2015, где Депп появился в костюме Джека Воробья. Там же впервые показали логотип фильма, и ещё подтвердили роль Орландо Блума.
Фильм был затем продемонстрирован на выставке Walt Disney Content Showcase в Африке в 2016 году, где были раскрыты детали сюжета и показан концепт-арт.
Первый тизер был выпущен 2 октября 2016 года, во время показа сериала «Ходячие мертвецы».

### Дело о выкупе
В мае 2017 года фильм был похищен группой хакеров, которые потребовали большую сумму денег от Disney, чтобы они не распространяли ещё не выпущенный в прокат фильм. Компания отказалась это сделать и тесно работала с ФБР, чтобы получить данные о хакерской группе.

## Отзывы
Фильм получил в основном негативные отзывы кинокритиков. На сайте Rotten Tomatoes лишь 29 % отзывов оказались положительными (на основании 236 рецензий), со средним рейтингом 4,7 из 10. Консенсус критиков утверждает, что франшиза изжила себя, этот тонущий корабль не спасает ни смена режиссёра, ни появление Хавьера Бардема в роли мертвеца, и «Мертвецы Не Рассказывают Сказки» это наглядно демонстрирует..
На сайте Metacritic оценка фильма составляет 39 из 100, на основе 45 обзоров, что характеризует его как «среднестатистический» фильм.

## Продолжение
Из официального трейлера было понятно, что фильм станет началом последнего приключения, что подразумевало, что «Мертвецы не рассказывают сказки» — последний фильм во франшизе «Пиратов». Однако, 4 марта 2017 года режиссёр Юаким Рённинг заявил, что это только начало последнего приключения, подразумевая, что будет шестая часть, также отметив, что возможно и бессчётное количество продолжений.
В ноябре 2022 было объявлено о том, что шестая часть получила предварительное продолжение «День в море».
В ноябре 2024 года было объявлено, что начало съёмочного процесса продолжения назначено на конец 2025 года.